# 로리 앤더슨
로라 필립스 "로리" 앤더슨(영어: Laura Phillips "Laurie" Anderson, 1947년 6월 5일 ~ )은 미국의 아방가르드 예술가, 작곡가, 음악가, 영화 감독이다.